# 霍勒岩
54°31′S 37°11′W / 54.517°S 37.183°W
霍勒岩（英語：Horror Rock），是南極洲的岩石，位於南喬治亞群島的安年科夫島，處於西南角以西6公里，由英國南極名稱諮詢委員會命名，由英國海外領土管轄。